# Conduit (The X-Files)
«Conduit» es el cuarto episodio de la primera temporada de la serie de televisión de ciencia ficción estadounidense The X-Files. Se estrenó en la cadena Fox el 1 de octubre de 1993. Fue escrito por Alex Gansa y Howard Gordon, dirigido por Daniel Sackheim, y contó con una aparición especial de Carrie Snodgress como la madre de una adolescente abducida.
El programa se centra en los agentes especiales del FBI Fox Mulder (David Duchovny) y Dana Scully (Gillian Anderson) que trabajan en casos relacionados con lo paranormal, llamados expedientes X. En este episodio, Mulder y Scully, al investigar la posible abducción extraterrestre de una adolescente, descubren que el hermano menor de la niña desaparecida puede ser capaz de recibir transmisiones por satélite, y que su madre también puede haber sido parte de un posible encuentro ovni veinte años atrás. Mulder se siente apegado emocionalmente al caso debido a sus similitudes con sus propias experiencias de infancia, cuando su hermana menor, Samantha, fue abducida de su casa.
El episodio, aunque no está directamente relacionado con los arcos de la historia en curso de la serie, proporciona más información sobre cómo la hermana menor de Fox Mulder, Samantha Mulder, había sido abducida cuando era niña; un hilo argumental que se convertiría en uno de los más destacados de la serie. El episodio fue filmado en Columbia Británica, y el lago Buntzen se utilizó como el lago Okobogee.

## Argumento
En un campamento en el parque nacional del Lago Okobogee, Iowa, Darlene Morris es testigo de un destello de luz afuera de su casa rodante. Cuando se aventura afuera para encontrar a su hijo pequeño, Kevin, él afirma que su hermana adolescente, Ruby, ha desaparecido.
En Washington, el jefe de división del FBI, Scott Blevins, le informa a Dana Scully que, sin que ella lo sepa, Fox Mulder ha solicitado los gastos de viaje a Sioux City basándose en un artículo sensacionalista sobre la desaparición de Ruby. Blevins también le muestra a Scully un expediente X sobre la desaparición de la hermana de Mulder, Samantha. Cuando Scully le pregunta a Mulder sobre los gastos de viaje, él explica que el lago Okobogee fue el escenario de una serie de avistamientos de ovnis en 1967; Darlene Morris, entonces miembro de una tropa de Girl Scouts, fue una de los testigos.
Cuando Mulder y Scully viajan a Iowa y conocen a los Morris, Mulder observa a Kevin escribiendo código binario en una hoja de papel; Kevin afirma que provienen de la estática en una pantalla de televisión. Después de enviar el código de Kevin para su análisis, los agentes se reúnen con el alguacil local, quien les dice que Ruby era un delincuente juvenil que probablemente se escapó. También conocen a una mujer joven, Tessa, que dice que Ruby había quedado embarazada y planeaba huir con su novio, Greg Randall. Los agentes no pueden encontrar a Greg en el bar donde trabaja; sin embargo, su jefe les cuenta sobre la actividad ovni en el lago Okobogee.
Se revela que el código de Kevin es parte de una transmisión por satélite del Departamento de Defensa. Los agentes de la NSA saquean la casa de Morris en busca de cualquier otra documentación que supuestamente pueda comprometer la seguridad nacional. Después de que los Morris son detenidos (lo que hace que Darlene pierda su confianza hacia Mulder y Scully), Mulder examina el techo carbonizado de la casa rodante, lo que lo lleva a dirigirse al lago Okobogee. Allí, los agentes descubren arena convertida en vidrio y una línea de árboles quemados, lo que indica la presencia de una fuente de calor masiva. Al encontrarse con algunos lobos blancos, Mulder y Scully encuentran el cuerpo de Greg Randall en una tumba poco profunda.
En su persona, encuentran una nota en su billetera que finalmente lleva a Mulder y Scully a concluir que era Tessa, no Ruby, la que estaba embarazada. Bajo interrogatorio, Tessa confiesa haber matado a Greg, pero niega que Ruby estuviera en el lago Okobogee esa noche. Los agentes regresan a la casa de los Morris y, al encontrarla desierta, descubren los trozos de papel cubiertos en binario dispuestos en el suelo de la sala de estar, formando una imagen del rostro de Ruby. Regresan al lago Okobogee, donde encuentran a Darlene y Kevin en los bosques cercanos. Aparece una pandilla de motociclistas, y mientras Mulder se apresura a rescatar a Kevin de ser atropellado, Scully descubre a Ruby cerca.
Luego se ve a Ruby en una cama de hospital, con Kevin a su lado. Cuando se le preguntó sobre su terrible experiencia, dice que un grupo no identificado le dijo que no dijera nada. Darlene también se niega a cooperar más, dado el ridículo que enfrentó después de sus experiencias pasadas. De vuelta en Washington, Scully escucha una cinta de sesiones hipnóticas en las que Mulder recuerda la noche en que su hermana desapareció. Mulder, mientras tanto, se sienta en una iglesia, llorando mientras mira una foto de su hermana.

## Producción
El episodio fue filmado en Columbia Británica, y el lago Buntzen se utilizó como el lago Okobogee. Varios miembros del equipo se perdieron en los alrededores después de que la camioneta responsable de instalar la señalización se perdiera. El mural de Ruby compuesto por código binario fue diseñado por el director de arte asistente Greg Loewen y Vivien Nishi, quienes escribieron a mano todos los números del mural.
El coguionista Howard Gordon dijo sobre el episodio: «Alex [Gansa] y yo hicimos un esfuerzo por jugar con nuestra propia fuerza, que es el carácter. Pensamos que este era un lugar interesante para reiterar la búsqueda de Mulder por su hermana. Nos propusimos contar una historia de abducción simple, que se desarrolló detrás de las sombras. Queríamos crear un aire de tensión. Con todo lo que pasó, queríamos explicar lo que podría ser. En cada punto, todo se puede explicar. ¿Fue asesinada por su novio, a quien estaba viendo en contra de los deseos de su madre? ¿Es Twin Peaks o una abducción extraterrestre? Ese era el tema del programa». Gordon y Gansa temían que al creador de la serie Chris Carter no le gustara el guion, pero a Carter le gustó el guion y aprobó el episodio.
Gordon elogió el final del episodio y dijo: «Creo que estamos muy orgullosos del final: la búsqueda de Mulder se restablece (y Daniel Sackheim la dirigió maravillosamente) con Mulder sentado solo en una iglesia con solo su fe. La historia, nuevamente, fue alimentada por la creencia y la conexión emocional de Mulder con este caso. Otra niña separada de su familia. Y, de alguna manera, el niño pequeño que es el conducto, que quizás también es tocado por los extraterrestres, es esencialmente Mulder. Estos pequeños detalles parecen responder a los fanáticos. Fue difícil para nosotros, pero al final fue satisfactorio. Surgió de la frustración de nuestra parte y de la incertidumbre creativa».
El productor Glen Morgan sintió que los escritores del episodio, Alex Gansa y Howard Gordon, «tienen un mejor sentido dramático del personaje», y agregó que creía que el episodio «realmente ayudó a definir a Mulder». Chris Carter sintió que los aspectos más destacados del episodio fueron el final y la comprensión por parte de Scully de que Mulder puede no ser un chiflado, sintiendo que era muy importante para el programa establecer su punto de vista. También sintió que el episodio demostró ser efectivo para resaltar que la serie fue contada desde el punto de vista de Scully, citando casos en los que el personaje «aleja a Mulder» de sus teorías marginales y apego emocional.
El personaje Kevin Morris fue interpretado por el actor Joel Palmer, quien volvería a aparecer en la serie en el episodio de la segunda temporada «The Calusari».

## Recepción
«Conduit» se estrenó en la cadena Fox el 1 de octubre de 1993. El episodio obtuvo una calificación Nielsen de 6,3 con una participación de 11, lo que significa que en los Estados Unidos, el 6,3 por ciento de los hogares equipados con televisión y el 11 por ciento de todos los hogares que miran televisión activamente estaban viendo el programa. Fue visto por 5,9 millones de hogares.
En una retrospectiva de la primera temporada de Entertainment Weekly, «Conduit» recibió una calificación de B, y el episodio se describió como «excelente para el trasfondo» de la serie, aunque se señaló que Duchovny dio «una actuación que hace que la madera parezca viva». Keith Phipps, escribiendo para The A.V. Club, dio al episodio una reseña positiva, calificándolo con una B+, sintiendo que el episodio funcionó bien para expandir las motivaciones de los dos personajes principales, y señaló que «el trabajo realizado aquí dará sus frutos más adelante». Se ha considerado que el episodio sentó las bases para la recurrencia de la obsesión de Fox Mulder por encontrar a su hermana desaparecida, que llegaría a ser uno de los principales hilos de la trama de la serie.
La interpretación de Duchovny de Fox Mulder en este episodio se ha citado como un ejemplo de la inversión del personaje de los roles de género tradicionales: su franqueza y vulnerabilidad al tratar con las similitudes entre el caso de Morris y el de su hermana lo proyecta «en un patrón típicamente engendrado como femenino». Representa una ruptura con los arquetipos del pasado, con su «equilibrio emocional y empático» que contrasta con los detectives masculinos anteriores en la ficción.